# Rebelión de Alejo e Isaac Láscaris
Isaac y Alejo Láscaris, los dos hermanos mayores del primer emperador de Nicea, Teodoro I Láscaris, desempeñaron un papel principal, posiblemente en 1224-1225, en una importante rebelión contra el nuevo emperador de Nicea, Juan III Ducas Vatatzés. La rebelión fue suprimida a finales de 1224 o principios de 1225 cerca de Pemaneno. Los instigadores fueron cegados, mientras que el resto de los que habían participado fueron asesinados.